# Lezingen over de filosofie van de geschiedenis

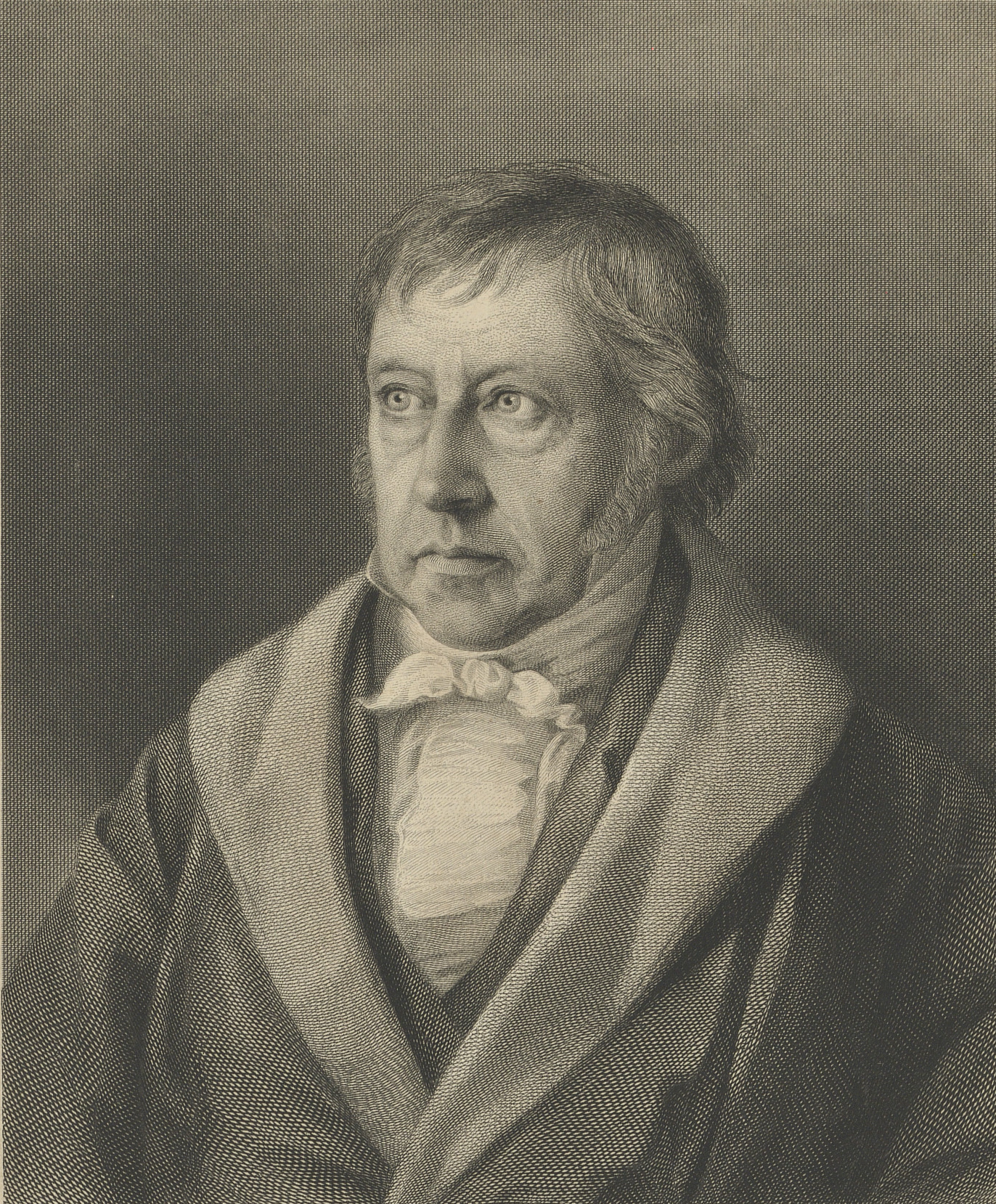
G.W. Hegel

Lezingen over de filosofie van de geschiedenis (Duitse titel: Vorlesungen über die Philosophie der Weltgeschichte) is een belangrijk werk van de Duitse filosoof Georg Wilhelm Friedrich Hegel, oorspronkelijk gepresenteerd in de vorm van een reeks lezingen aan de Universiteit van Berlijn in 1822, 1828 en 1830. Hij zet hierin zijn geschiedfilosofie uiteen, waarbij de wereldgeschiedenis beschouwd wordt als een rationeel, op vooruitgang gericht proces, geleid door de wereldgeest (Weltgeist). Gedurende zijn professoraat in Berlijn bleef Hegel de tekst voortdurend reviseren en hij werd pas zes jaar na zijn dood in 1837 gepubliceerd.
Als filosoof maakte Hegel deel uit van het Duits idealisme, dat het geest-lichaam-dualisme van René Descartes dacht te kunnen opheffen door te stellen dat alles geest was. Deze opvatting doordrenkt ook Hegels denken over de geschiedenis, die hij op een speculatieve filosofische wijze beschouwt. Materie is in deze zienswijze een vorm van geest, doordat de Weltgeist bewust een oppositie schept (de materie) om zichzelf te kunnen doorschouwen en verder te kunnen evolueren naar absolute vrijheid. Het klinkt heel abstract en Hegel houdt dit voor het grootste deel van het werk vol. De vrijheid die de koers van de geschiedenis uiteindelijk tot doel heeft, is ook niet meteen de individuele menselijke vrijheid. Zelf zegt Hegel hierover dat wereldgeschiedenis als de slachtbank is waar zich alles afspeelt voor het grotere doel. Hij bedoelt hiermee dat de ontwikkelingsgang naar vrijheid in de eerste plaats de drang is van die met rede begaafde Wereldgeest of -ziel, die erg gelijkt op of gestuurd wordt door een christelijke God. Die vooruitgang gaat echter niet soepel of vanzelf, maar gaat altijd gepaard met strijd. Wanneer in de geschiedenis een bepaald niveau is bereikt, zal dit slechts tijdelijk zijn en komt er oppositie en een nieuwe strijd die dan weer leidt tot een nieuwe synthese. Het is een vorm van dialectisch denken, waarbij telkens een (voorlopige) synthese volgt op de strijd van tegengestelden. Op die manier verloopt ook de geschiedenis van de beschaving van de mensheid. Hegel denkt hier heel eurocentrisch over. De eerste, oostelijke beschavingen vormden staten geleid door despoten, tot ze uiteindelijk leidden tot de westelijke democratische staten zoals Frankrijk en de Verenigde Staten. Hier wordt duidelijk wat Hegel bedoelt met de onvermijdelijke slachtbank die voorafgaat aan omwentelingen die de mensheid een stap verder brengen naar (meer) vrijheid. Op die manier worden de bloedige periodes uit de Franse en Amerikaanse Revolutie gerationaliseerd als noodzakelijk voor het bereiken van een hoger niveau van vrijheid.
De Weltgeist beoogt om zich in zijn missie in een concrete vorm te realiseren. Daarbij is de massa van individuele menselijke passies en belangen de primaire kracht in het actualiseren van de Geest. Op die manier functioneren historische personen als Julius Caesar als een katalysator die de passies van de massa's mobiliseren op cruciale momenten in de geschiedenis. Deze personen zijn vaak egoïstisch en hebzuchtig, maar om wat voor reden ook vallen hun passies samen met de volgende stap in de ontplooiing van de Geest.